# 理查德·尼克松基金会
理查德·尼克松基金会（Richard Nixon Foundation）是一个非营利组织，由作为前美国总统的理查德·尼克松于1983年8月設立，总部位於美國加利福尼亚州约巴林达的尼克松总统图书馆暨博物馆。1990年7月19日至2007年7月11日，理查德·尼克松基金会是尼克松图书馆的唯一管理机构，往后它与国家档案和记录管理局一起运营尼克松图书馆。